# Daniel Borimirov
Daniel Borimirov Borisov  - em búlgaro, Даниел Боримиров Борисов (Vidin, 15 de janeiro de 1970) é um ex-futebolista búlgaro que atuava como meia-atacante. É atualmente diretor-executivo do Levski Sofia, onde teve 2 passagens na época de jogador.

## Carreira de jogador
Revelado na base do Bdin Vidin (equipe de sua cidade natal), Borimirov passou também uma temporada no Botev Vratsa antes de voltar ao Bdin em 1987 para iniciar sua carreira profissional. Após 91 jogos e 18 gols marcados, foi contratado pelo Levski Sofia em 1990. Inicialmente atuava como segundo atacante, foi transformado em meia-atacante e tornou-se um nome crucial no elenco, tendo vencido 3 vezes a Liga Profissional Búlgara de Futebol A e conquistado também 3 edições da Copa da Bulgária. Uma de suas melhores atuações na primeira passagem de Borimirov pelo Levski foi no dérbi da capital búlgara contra o CSKA, onde marcou 2 gols na vitória dos Azuis por 7 a 1.
Sua única experiência fora do futebol búlgaro foi também a que durou mais tempo: pelo Munique 1860, foram 245 jogos oficiais (213 pela Bundesliga) e 36 gols marcados entre 1995 e 2004, voltando ao Levski uma semana antes de completar 34 anos. A segunda passagem de Borimirov foi marcada pela boa campanha dos Azuis na Copa da UEFA de 2005–06, quando a equipe avançou até as quartas-de-final, sendo eliminado pelo Schalke 04.
Em agosto de 2006, Borimirov afirmou que estava frequentando aulas de treinador, visando uma nova função após o final da carreira. Sua aposentadoria dos gramados foi em maio de 2008, contra o Slavia Sofia.
Manteve-se vinculado ao Levski na temporada 2008–09, substituindo Nasko Sirakov como diretor de futebol. Ao final da temporada, outro ex-companheiro de equipe, Georgi Ivanov, substituiu Borimirov na função. Em abril de 2023, tornou-se diretor-executivo do Levski.

### Polêmicas
Em 2006, Borimirov repercutiu na imprensa esportiva da Bulgária por suas reações violentas a decisões polêmicas da arbitragem, chegando inclusive a cuspir no rosto de um árbitro. O incidente fez com que ele fosse multado em 10 mil levs. Já aposentado, voltaria a polemizar em um dérbi contra o CSKA em abril de 2009.

## Carreira internacional
Pela Seleção Búlgara, o meia-atacante estreou em fevereiro de 1993, num amistoso contra os Emirados Árabes. Foi contra a mesma seleção do Oriente Médio que Borimirov marcou o primeiro de seus 5 gols em 12 anos de carreira internacional.
Convocado para a Copa de 1994, atuou em 4 partidas da surpreendente campanha búlgara na competição (a equipe ficou em quarto lugar) e marcou um gol contra a Grécia. Jogou também a Copa de 1998, mas os Leões não repetiram o desempenho anterior e foram eliminados na primeira fase. 
Borimirov ainda jogou as Eurocopas de 1996 e 2004 - nesta última, foi o único atleta remanescente da equipe que disputou a Copa de 1994. Sua despedida da seleção foi em março de 2005, no empate por 1 a 1 com a Hungria, pelas eliminatórias da Copa de 2006.

## Vida pessoal
Nascido na aldeira de Pokrayna, em Vidin, Borimirov é neto paterno de romenos. É casado com Afrodite e tem 2 filhos - um deles, Aleks Borimirov, seguiu também a carreira de jogador, mas jogou apenas 4 temporadas como profissional.

## Estatísticas
| Clube        | Temporada  | Liga    | Liga     | Liga | Copa Nacional | Copa Nacional | Europa   | Europa | Total    | Total |
| Clube        | Temporada  | Divisão | Partidas | Gols | Partidas      | Gols          | Partidas | Gols   | Partidas | Gols  |
| ------------ | ---------- | ------- | -------- | ---- | ------------- | ------------- | -------- | ------ | -------- | ----- |
| Bdin Vidin   | Grupo B    | 1987–88 | 33       | 7    |               |               | –        | –      | 33       | 7     |
| Bdin Vidin   | Grupo B    | 1988–89 | 21       | 0    |               |               | –        | –      | 21       | 0     |
| Bdin Vidin   | Grupo B    | 1989–90 | 37       | 11   |               |               | –        | –      | 37       | 11    |
| Bdin Vidin   | Total      | Total   | 91       | 18   |               |               | 0        | 0      | 91       | 18    |
| Levski Sofia | Grupo A    | 1990–91 | 28       | 3    | 7             | 1             | –        | –      | 38       | 13    |
| Levski Sofia | Grupo A    | 1991–92 | 14       | 0    | 8             | 2             | 0        | 0      | 36       | 14    |
| Levski Sofia | Grupo A    | 1992–93 | 29       | 5    | 6             | 0             | 2        | 1      | 36       | 14    |
| Levski Sofia | Grupo A    | 1993–94 | 23       | 15   | 6             | 6             | 4        | 1      | 12       | 4     |
| Levski Sofia | Grupo A    | 1994–95 | 29       | 17   | 1             | 1             | 1        | 0      | 31       | 15    |
| Levski Sofia | Total      | Total   | 123      | 40   | 28            | 10            | 7        | 2      | 158      | 52    |
| Munique 1860 | Bundesliga | 1995–96 | 25       | 6    | 3             | 1             | –        | –      | 28       | 7     |
| Munique 1860 | Bundesliga | 1996–97 | 31       | 9    | 3             | 2             | 1        | 0      | 35       | 11    |
| Munique 1860 | Bundesliga | 1997–98 | 32       | 3    | 1             | 0             | 2        | 1      | 35       | 4     |
| Munique 1860 | Bundesliga | 1998–99 | 23       | 2    | 2             | 0             | –        | –      | 25       | 2     |
| Munique 1860 | Bundesliga | 1999–00 | 20       | 2    | 2             | 0             | –        | –      | 22       | 2     |
| Munique 1860 | Bundesliga | 2000–01 | 24       | 3    | 1             | 0             | 5        | 0      | 30       | 3     |
| Munique 1860 | Bundesliga | 2001–02 | 26       | 4    | 3             | 1             | 4        | 0      | 33       | 5     |
| Munique 1860 | Bundesliga | 2002–03 | 26       | 2    | 2             | 0             | 2        | 0      | 30       | 2     |
| Munique 1860 | Bundesliga | 2003–04 | 6        | 0    | 1             | 0             | –        | –      | 7        | 0     |
| Munique 1860 | Total      | Total   | 213      | 31   | 18            | 4             | 14       | 1      | 245      | 36    |
| Levski Sofia | Grupo A    | 2003–04 | 11       | 3    | 0             | 0             | 2        | 0      | 13       | 3     |
| Levski Sofia | Grupo A    | 2004–05 | 23       | 10   | 4             | 1             | 3        | 0      | 30       | 11    |
| Levski Sofia | Grupo A    | 2005–06 | 22       | 9    | 1             | 0             | 13       | 2      | 36       | 11    |
| Levski Sofia | Grupo A    | 2006–07 | 20       | 4    | 3             | 1             | 10       | 1      | 33       | 6     |
| Levski Sofia | Grupo A    | 2007–08 | 22       | 3    | 2             | 0             | 1        | 0      | 25       | 3     |
| Levski Sofia | Total      | Total   | 98       | 29   | 10            | 2             | 29       | 3      | 137      | 34    |
| Total        | Total      | Total   | 525      | 118  | 56            | 16            | 50       | 6      | 631      | 140   |

1. ↑  Inclui as Copas da Bulgária e da Alemanha

## Títulos
Levski Sofia
- Liga Profissional Búlgara de Futebol A: 1992–93, 1993–94, 1994–95, 2005–06, 2006–07
- Copa da Bulgária: 1990–91, 1991–92, 1993–94, 2004–05, 2006–07
- Supercopa da Bulgária: 2005, 2007